# Površina pod krivuljo
Površina pod krivuljo (PPK, tudi AUC, angl. Area Under the Curve) je pri farmakokinetiki površina pod plazemsko koncentracijsko krivuljo. Izraža izpostavljenost telesa enkratnemu odmerku zdravila in se izraža v enotah mg×h/L. Izračunamo jo s pomočjo trapezne metode ali farmakokinetičnega modela. Uporablja se kot parameter biološke uporabnosti, ki označuje obseg prenosa zdravilne učinkovine z mesta aplikacije v centralni krvni obtok.
Površina pod krivuljo je direktno sorazmerna z odmerkom zdravila, kadar farmakokinetika zdravila sledi linernemu modelu. Obratno sorazmernost površini pod krivuljo odraža očistek zdravila; večji je namreč očistek zdravila, hitreje zdravilo zapusti centralni krvni obtok in manjša je njegova plazemska koncentracija.

## Določitev
Površino pod krivuljo izračunamo z integriranjem plazemske koncentracije učinkovine po času.
{\displaystyle AUC_{0-t}=\int _{0}^{t}} {\displaystyle c_{p}^{t}*t}
{\displaystyle c_{p}^{t}} – plazemska koncentracija
{\displaystyle t} – čas
V večini primerov lahko dovolj natančno določimo površino pod krivuljo s pomočjo trapezne metode. Pri tem dve po dve točki na krivulji povežemo z ravno črto in tako površino krivulje razdelimo na več zaporednih trapezov, ki se jim matematično izračuna površina. Seštevek vseh tako dobljenih trapezov da približno vrednost površine pod krivuljo. Pri trapezni metodi uporabimo dve poenostavitvi; točke na krivulji povežemo z ravno črto, hkrati pa odrežemo konec krivulje, ki gre v neskončnost v smeri osi x.